# Schmitteborn
Schmitteborn ist eine Ortslage im Osten der bergischen Großstadt Wuppertal.

## Lage und Beschreibung
Die Ortslage befindet sich auf einer Höhe von 212 m ü. NHN an der gleichnamigen Straße Schmitteborn im Westen des Wohnquartiers Ehrenberg an dem Nordwesthang des gleichnamigen Ehrenbergs im Stadtbezirk Langerfeld-Beyenburg. Der ursprüngliche Siedlungsplatz ist durch die Bundesautobahn 1 in zwei Teile geteilt, nördlich schließt sich, erschlossen durch die Straße Schmitteborn, eine Einfamilienhaussiedlung an.
Benachbarte Ortslagen, Hofschaften und Wohnplätze sind Adamsbusch, Wulfeshohl, Kucksiepen, Kuckuck, Vorderer Ehrenberg, Hinterer Ehrenberg, Hebbecke, Öhde, Buschenburg, Wildeöhde, Norrenberg, Bockmühle und Blombacherbach.
Bei dem Ort entspringt der Schmitteborner Bach.

### Die Großwohnanlage Schmitteborn
In der lokalen Presse wurde die Ortslage lange vor allem durch drei optisch verwahrloste, aus den 1970er Jahren stammende sechs- bis neungeschossige Hochhäuser in massiver Betonskelettbauweise mit insgesamt 204 (laut anderer Quelle 201) Wohnungen zwischen 41 und 97 Quadratmetern Wohnfläche mehrere hundert Meter nordöstlich des ursprünglichen Wohnplatzes genannt, die zuletzt als Sozialer Brennpunkt mit renovierungsbedürftigen Wohneinheiten galten und große Leerstände aufwiesen. Eigentümer und Stadt strebten einen Rückbau der Gebäude an um an diesem Standort wie im Umfeld Einfamilienhausbebauung zu ermöglichen. Zu diesem Zweck erließ die Stadt Wuppertal eine Satzung, die die Nachwirkungsfrist der Sozialbindung bis zum 31. Dezember 2016 verkürzte. Dieses Vorhaben wurde aber nicht weiter verfolgt, da es marktwirtschaftlich nicht darstellbar war. 
Im Sommer 2016 wurde die Wohnanlage verkauft, woraufhin die neuen Eigentümer mit der Renovierung und der sozialen Restrukturierung der Anlage begonnen haben. Die Fertigstellung wurde für das Jahr 2018 projektiert. Mitte 2019 sind die Erfolge dieser Maßnahmen deutlich erkennbar. Durch Renovierung der Wohneinheiten und der Gesamtanlage inklusive des Außenbereichs sowie die Schaffung von erschwinglichen Wohnraum mit homogener Mieterstruktur hat die Wohnanlage eine erkennbare positive optische und soziostrukturelle Entwicklung erfahren. Mit Stand Mitte 2019 wohnen 600 Menschen, darunter 100 Kinder, in dem Wohnkomplex.

## Etymologie und Geschichte
Schmitteborn ist ein Kompositum aus Schmitte, eine Form von  Schmiede, und Born, eine historisierend-poetische Bezeichnung für Quelle, Brunnen. Im Bereich nördlich der Straße erinnern ein Verhüttungsplatz und Schlackenhalde an die Eisengewinnung und -verarbeitung am Ort. Diese sind als Bodendenkmal unter Schutz gestellt.
Der Hof wird im Jahr 1754 als im Schmitteborn erwähnt. Der Ort ist auf der Situations Charte vom Fabrickendistrikte im Hochgericht Schwelm von 1788 als Im Schmitteborn, auf der Karte der Gemeinde Langerfeld von 1825 und auf der Preußischen Uraufnahme von 1840/44 unbeschriftet eingezeichnet, auf dem Wuppertaler Stadtplan von 1930 als Bezirk Schmitteborn. 
Im 19. Jahrhundert gehörte Schmitteborn zur Landgemeinde Langerfeld im Landkreis Hagen (bis 1887) und dem Kreis Schwelm (ab 1887), die ein eigenes Amt bildete und am 5. August 1922 in die Stadt Barmen, heute Stadtteil von Wuppertal, eingemeindet wurde. 
Im Gemeindelexikon für die Provinz Westfalen von 1887 werden zehn Wohnhäuser mit 142 Einwohnern angegeben.
In den 1950er Jahren wurde die Bundesautobahn 1 mitten durch die Ortslage trassiert, ab den 1970er Jahren wurde der Bereich nördlich von Schmitteborn großflächig mit Einfamilienhäuser und der heutigen Brennpunktsiedlung bebaut.